# Janaki Ballabh
Janaki Ballabh (Hindi जानकी बल्लभ; geboren 1928; gestorben am 30. Dezember 2022) war ein indischer Sinologe und Übersetzer, der für seine Arbeit bei der Übersetzung chinesischer Literatur ins Hindi bekannt war. Er verbrachte einen Großteil seiner Karriere beim Verlag für fremdsprachige Literatur in Peking und wurde vom chinesischen Ministerpräsidenten Zhou Enlai für seine Beiträge zum kulturellen Austausch zwischen China und Indien mit einem Peace and Friendship Award ausgezeichnet.

## Frühe Lebensjahre
Janaki Ballabh wurde 1928 im Dorf Dalakot in Almora im heutigen indischen Bundesstaat Uttarakhand geboren. Seinen Master of Arts in Hindi absolvierte er an der Delhi University.

## Karriere
Ballabh reiste 1956 als Hindi-Sprachexperte nach China und begann eine lange Verbindung mit dem Land. Während seiner Zeit in China arbeitete er für den Verlag für fremdsprachige Literatur in Peking, wo er eine Vielzahl chinesischer Werke ins Hindi übersetzte, darunter Mao Zedongs „Selected Works, Journey to the West“, das als einer der vier großen klassischen Romane Chinas gilt, und die Werke des chinesischen Schriftstellers und Essayisten Lu Xun.
1961 wurde Ballabh vom chinesischen Ministerpräsidenten Zhou Enlai für seine Beiträge zum kulturellen Austausch zwischen China und Indien mit dem Peace and Friendship Awar ausgezeichnet. 1962, vor dem Indisch-Chinesischen Grenzkrieg, kehrte er nach Indien zurück. Während dieser Zeit arbeitete er für verschiedene indische Publikationen, bevor er 1982 nach China zurückkehrte. Er arbeitete für den Verlag für fremdsprachige Literatur und Radio China, bevor er danach nach Indien zurückkehrte und einen Herzinfarkt erlitt. Später kehrte er nach Peking zurück.
In seinem Ruhestand übersetzte Ballabh weiterhin Werke ins Hindi. Er übersetzte zwei Bände von Xi Jinpings „The Governance of China“. Der erste Band wurde von dem Verlag für fremdsprachige Literatur veröffentlicht. Ballabh war der erste Inder, dem eine langfristige Aufenthaltserlaubnis in China gewährt wurde.

## Persönliches Leben
Ballabh war mit Shayma Ballabh verheiratet. Seine Frau war die erste Hindi-Ansagerin bei Radio Beijing und war auch Übersetzerin, die mehrere chinesische Kinderbücher ins Hindi übersetzte. Sie starb 2014 vor ihm. Das Paar hatte zwei Söhne.